# 다잉 오브 라이트
《다잉 오브 라이트》(영어: Dying of the Light)는 2014년 공개된 미국의 스릴러 영화로, 폴 슈레이더가 감독하고 각본을 썼다. 니컬러스 케이지, 안톤 옐친, 이렌 야코프가 출연한다.

## 줄거리
에반 레이크는 고도로 훈장을 받은 CIA 베테랑 요원이자 정보성 수상자이며, 랭글리에서 그의 제자이자 절친한 친구인 밀튼 "밀트" 슐츠와 함께 사무직으로 강등되었다. 22년 전 아프리카 작전 중, 레이크는 테러리스트 무함마드 바니르에게 붙잡혀 머리를 반복적으로 맞아 구타당하고 귀가 훼손되는 고문을 당했다. 탈출과 뒤이은 폭발 중에 바니르는 실종되어 사망한 것으로 추정되었지만, 레이크는 결코 그것을 믿지 않았고 그 이후로 바니르를 찾기 위해 집착적으로 노력해왔다. 고문으로 인해 입은 외상 때문에 레이크는 현재 초기 단계의 전두측두엽 치매를 앓고 있으며, 그의 상사는 그를 기관에 부담이 되는 존재로 여긴다.
부쿠레슈티에서 경찰은 정체불명의 USB 드라이브를 소지한 케냐인을 미행한다. 차량 추격전이 벌어지고, 배달원은 항복하는 대신 자신과 드라이브를 다리에서 던져버린다. 루마니아 정보국은 드라이브와 시신을 회수하지만, 데이터가 손상되어 결국 CIA로 보내진다. 밀트는 지중해 빈혈증 치료용 실험 약품이 대량으로 사용되고 있다는 정보를 입수하며, 이는 USB 데이터에서도 확인된다. 이 약품들은 익명의 케냐 고객을 위한 것으로, 부쿠레슈티 대학교 클리닉을 운영하는 이울리안 코르넬 교수가 공급하고 있다. 지중해 빈혈증은 유전성이므로 밀트는 바니르가 중간상인 왕가리 박사를 통해 약품을 주문하고 있다고 결론짓는다. 그는 레이크에게 이 사실을 알리고, 레이크는 상사에게 바니르를 추적하게 해달라고 요청한다. 그러나 그들은 여전히 그가 죽었다고 믿으며 거부한다. 나중에 레이크는 수색 중에 격렬하게 폭발하고 그 자리에서 사임한다. 이 무렵 케냐에서는 바니르가 자신의 부하 아심을 부쿠레슈티로 보내 압디가 왜 약을 배달하지 않았는지 알아보라고 지시한다.
레이크는 밀트에게 자신의 정신 상태가 악화되고 있음을 알리는데, 이는 영화가 진행될수록 점점 더 분명해진다. 레이크가 루마니아로 가기로 결정하자 밀트도 동행한다. 부쿠레슈티에서 그들은 전직 기자이자 가능한 요원이며 레이크의 한때 연인이었던 미셸 주바라인을 만난다. 그녀는 코르넬 교수가 바니르에게 필요한 약을 제공한다는 정보를 가지고 있다. 세 사람은 교수와 만나 그의 역할을 인정하고 바니르가 그에게 케냐로 여행하도록 강요하고 있음을 시인하도록 강요한다. 레이크, 밀트, 미셸이 교수의 사무실 건물을 떠날 때, 아심이 그들을 본다. 다음 날, 세 사람은 교수가 만날 사람을 추적하기 위해 교수의 사무실로 돌아간다. 그들은 교수가 밖에 나와 아심을 만날 때까지 지켜보지만, 아심이 그들을 발견하고 도망친다. 레이크는 케냐에서 교수로 위장하기 위해 교수에게서 돈, 약, 여권을 빼앗는 동안 밀트는 아심을 붙잡아 목을 베어 바니르에게 연락하는 것을 효과적으로 막는다.
미셸은 레이크가 교수로 변장하는 것을 돕기 위해 분장 전문가를 찾아주고, 레이크와 밀트는 몸바사로 날아간다. 변장은 성공하고 레이크는 바니르의 은신처로 차를 타고 도시 밖으로 나간다. 술책과 약간의 맨손 전투를 통해 마침내 바니르와 단둘이 된다. 레이크는 테러리스트에게 자신의 정체를 밝히지만, 그 순간 치매로 인한 회상 발작을 일으킨다. 이 동안 22년 전 레이크를 불구로 만든 젊은 테러리스트와 이제는 늙고 연약하며 불치병에 걸린 남자 사이의 엄청난 차이가 아주 분명하게 드러난다. 레이크는 더 이상 아무런 행동도 취하지 않고 바니르를 갑자기 떠난다. 다음 날, 레이크와 밀트는 많은 사람들로 붐비는 몸바사 호텔 수영장과 정원을 거닐고 있다. 그때 총성이 울리고 레이크 옆을 지나던 젊은 케냐인이 갑자기 쓰러진다. 레이크는 밀트도 (치명적이지는 않지만) 총에 맞았음을 보고 총격범들에게 총을 쏘아 결국 두 명을 모두 죽이고 자신도 두 번 총에 맞는다. 바니르가 보냈다는 것을 이해한 그는 그들의 차량을 타고 밤새도록 바니르의 은신처로 돌아가, 바니르와 짧은 (엎드린 자세로) 칼싸움을 벌인 후 그를 죽인다. 그러나 몸바사로 돌아오는 동안 그는 여전히 피를 흘리고 있었고, 회상과 환청이 다시 나타났다. 레이크는 트럭과 정면으로 충돌하는 것처럼 보인다. 영화의 마지막 장면은 (레이크의 내레이션과 함께) 레이크의 이름이 새겨진 묘비가 있는 알링턴 국립묘지로, 랭글리로, 레이크가 연설하는 내레이션으로 (영화 초반부에서) 그리고 밀트가 미셸에게 그녀에게 중요한 레이크의 유품을 건네는 장면으로 이어진다.

## 출연진
- 니컬러스 케이지 - 에번 레이크 역
- 안톤 옐친 - 밀턴 슐츠 역
- 이렌 야코프 - 미셸 주버레인
- 빅터 웹스터